# Roger Gale
Roger James Gale (né le 20 août 1943) est un homme politique conservateur britannique. Il est député de North Thanet dans le Kent depuis 1983.

## Jeunesse
Gale est né à Poole, Dorset et fait ses études à la Southbourne Preparatory School et à la Hardye's School de Dorchester. Il termine ses études à la Guildhall School of Music and Drama.
D'août 1964 à janvier 1965, il travaille comme disc-jockey pour Radio Caroline Nord.
Gale rejoint le Parti conservateur en 1964 et est élu vice-président de l'Association conservatrice à Holborn et St Pancras en 1971. Il se présente à Birmingham Northfield à l'élection partielle de 1982 causée par le suicide du député conservateur Jocelyn Cadbury. Il perd de justesse face au travailliste John Spellar par seulement 289 voix.

## Carrière parlementaire
Gale est élu à la Chambre des communes aux élections générales de 1983 pour le siège nouvellement dessiné de North Thanet dans le Kent. Il obtient le siège avec une majorité de 14 545 voix et est réélu depuis lors. Son adversaire du Parti travailliste aux élections de 1983 est Cherie Blair, épouse du futur Premier ministre Tony Blair. Gale prononce son premier discours à la Chambre des communes le 30 juin 1983.
Gale est membre de la commission spéciale des affaires intérieures en 1990 et est nommé secrétaire parlementaire privé des ministres d'État successifs du ministère de la Défense Archie Hamilton et Jeremy Hanley après les élections générales de 1992 jusqu'en 1994. Il est membre du comité restreint de la radiodiffusion entre les élections générales de 1997 et 2005. Il est membre du Speaker Panel des présidents depuis 1997. Il est vice-président du Parti conservateur sous la direction de Iain Duncan Smith de 2001 à 2003 avec la responsabilité des investitures.
En 2008, Gale déclare que la peine capitale est une solution aux coups de couteau mortels. Il soutient l'interdiction de la Chasse au renard. Il serait également eurosceptique bien qu'il soit opposé au Brexit. Il est membre de l'Assemblée parlementaire du Conseil de l'Europe depuis 2010 et dirige actuellement la délégation parlementaire britannique de 18 membres à l'Assemblée.
Il est membre fondateur et président actuel de Conservative Animal Welfare, un groupe de députés conservateurs et de députés européens. Gale s'est fermement opposé à l'introduction du mariage homosexuel par le premier ministre conservateur David Cameron, déclarant à la Chambre des communes: «Le mariage est l'union entre un homme et une femme. ".
Gale est fait chevalier lors des honneurs du Nouvel An 2012 pour les services publics et politiques. En février 2016, Gale est nommé pour le prix du "diplomate de la base" pour son implication dans la campagne visant à sauver et à rouvrir l'aéroport de Manston, qui se trouve dans sa circonscription. Il est nommé au Conseil privé du Royaume-Uni dans la liste des honneurs du Nouvel An 2019.
Gale est brièvement président des voies et moyens au début de la 58e législature.
Le 15 septembre 2020, il est l'un des deux parlementaires conservateurs (avec Andrew Percy) à avoir voté contre le projet de loi britannique sur le marché intérieur en deuxième lecture .
Il est critique à l'égard du premier ministre Boris Johnson, estimant en décembre 2021 que celui-ci devait « prouver » qu'il est à même de diriger le pays s'il veut garder son poste : « Le Parti conservateur a la réputation de ne pas faire de prisonniers. Si le Premier ministre échoue, le Premier ministre s'en va ». Il envoie au Parti conservateur une lettre de défiance à l'égard de Boris Johnson afin d'obtenir un vote des parlementaires pour renverser le premier ministre. 

## Vie privée
Gale s'est marié trois fois: d'abord à Wendy Dawn Bowman en 1964 (mariage dissous en 1967), puis à Susan Linda Sampson en 1971 (mariage dissous en 1980), dont il a une fille; et enfin à Susan Gabrielle Marks, avec qui il a deux fils.
Il est membre de trois syndicats: le Syndicat national des journalistes, l'équité et le Syndicat de l'audiovisuel, du divertissement, du cinématographe et du théâtre (BECTU). Il soutient activement l'organisation conservatrice des syndicalistes, étant depuis longtemps président de la section du Grand Londres.
Il a été gendarme spécial auprès de la police britannique des transports.